# Селективна пажња
Селективна пажња је концентрација само на одређену информацију, ситуацију и сл. док се сви остали стимулуси делимично или потпуно игноришу. Селективна пажња се користи као техника фокусирања социјалног радника при интервјуисању којом се издвајају битне информације.